# Случай с Полыниным
«Случай с Полыниным» (1970) — советский художественный фильм режиссёра Алексея Сахарова про Великую Отечественную войну по одноимённой повести Константина Симонова.

## Сюжет
Ноябрь 1941 года. В Москве состоялся парад на Красной площади. На Карельский фронт приезжает фронтовая актёрская бригада. Опытный командир авиаполка, уже воевавший и в Испании — вместе с Грицко, — и на Халхин-Голе, полковник Полынин влюбляется в двадцатисемилетнюю столичную актрису Галину Прокофьеву. А потом его переводят под Москву.

## В ролях
| Актёр                  | Роль                                          |
| ---------------------- | --------------------------------------------- |
| Анастасия Вертинская   | актриса Галина Прокофьева                     |
| Олег Ефремов           | полковник Полынин командир авиационного полка |
| Олег Табаков           | Виктор Балакирев                              |
| Александр Ханов        | Балакирев-старший                             |
| Георгий Бурков         | Грицко зам. командира авиаполка               |
| Белла Манякина         | Маша актриса                                  |
| Нонна Мордюкова        | Дуся Кузьмичёва                               |
| Лев Дуров              | Кларк                                         |
| Юрий Прокопович        | лётчик                                        |
| Владимир Кашпур        | начальник патруля                             |
| Александр Пороховщиков | англичанин                                    |
| Михаил Глузский        | генерал                                       |
| Станислав Бородокин    | актёр                                         |
| Валентин Брылеев       | актёр фронтового театра                       |
| Владимир Коваль        | актёр                                         |

## Съёмочная группа
- Режиссёр: Алексей Сахаров
- Сценаристы: Алексей Сахаров и Константин Симонов
- Операторы: Генри Абрамян и Николай Немоляев
- Художник-постановщик: Феликс Ясюкевич
- Композитор: Юрий Левитин
- Фильм в СССР посмотрело 18,31 миллиона человек.[1]